# Sudár
A Sudár anyakönyvezhető magyar női név,  jelentése: sudár, karcsú. Újabb keletű névalkotás.

## Névnapok
- március 15.
- június 18.

## Alakváltozatok
- Sudárka

## További keresztnevek
- Magyar névnapok listája dátum szerint
- Magyar névnapok listája betűrendben